# Swalmentunnel
De Swalmentunnel is een verkeerstunnel van een kilometer lang in de A73 bij het dorp Swalmen (gemeente Roermond). Over een lengte van 400 meter is de tunnel overdekt. Hoewel de bouw omstreeks 2003 begon, kon de tunnel pas eind 2009 zonder restricties gebruikt worden.

## Uitvoering
De tunnel bestaat uit twee rechthoekige tunnelbuizen, een voor elke rijrichting van de A73. In elke buis liggen twee rijstroken. Het tunneldak wordt aan de uiterste noordkant gekruist door de Beeselsestraat die naar het dorp Beesel loopt. Verderop ligt er een wandelpark over de tunnel. Nog verder naar het zuiden wordt de Swalm gekruist met een brug over het riviertje.

## Aanleg, ingebruikname en beheer
Voor de tunnelaanleg, die omstreeks 2003 begon, moesten station Swalmen en de spoorlijn Maastricht - Venlo enkele tientallen meters in westelijke richting verplaatst worden. De tunnel wordt beheerd door Rijkswaterstaat. Een renovatie was gepland voor 2020.
Aanvankelijk zou de tunnel op 1 januari 2008 geopend worden, tegelijk met de zuidelijker in de A73 gelegen Roertunnel. Wegens een onderschatting van de hoeveelheid werk die het plaatsen van de veiligheidsvoorzieningen vergde, is deze datum niet gehaald en werd de tunnel beperkt opengesteld: in beide rijrichtingen gold een snelheidsbeperking van 70 km/h en was slechts één rijstrook beschikbaar. In de weekends was de tunnel volledig gesloten. Op die manier was de A73 grotendeels geopend voor verkeer, terwijl de aannemer de mogelijkheid had om door te werken. De laatste twee maanden voor de volledige opening op 1 december 2009 is de Swalmentunnel zelfs volledig gesloten geweest.

## Verkeersregeling
Direct na de beperkte opening in 2008 hebben diverse veiligheidssluitingen plaatsgevonden. De beveiligingssoftware bleek te complex te zijn, wat tot regelmatige noodafsluitingen en filevorming leidde. Bovendien detecteerde het veiligheidssysteem veel vrachtwagens ten onrechte als hoger dan de maximaal toegestane 4,10 meter. Het systeem sloot dan de tunnel voor alle verkeer, zodat er veel files ontstonden. In samenspraak met minister Camiel Eurlings werd besloten om het systeem volledig te vervangen door een eenvoudigere regeling. Het grootste deel van dit extra werk is gedaan in de twee maanden van volledige afsluiting in 2009. De kosten hiervan bedroegen volgens de minister enkele miljoenen euro.
Verder behoren de Swalmentunnel en de Roertunnel anno 2019 tot de zeven Nederlandse tunnels waarvoor tunneldosering is ingesteld, een systeem dat files in tunnels moet voorkomen.